# Argyreia laxiflora
Argyreia laxiflora är en vindeväxtart som först beskrevs av David Prain, och fick sitt nu gällande namn av David Prain. Argyreia laxiflora ingår i släktet Argyreia och familjen vindeväxter. Inga underarter finns listade i Catalogue of Life.